# Sakura no hanabiratachi
„Sakura no hanabiratachi” (jap. 桜の花びらたち) – debiutancki singel japońskiego zespołu AKB48, wydany w Japonii przez AKS 1 lutego 2006 roku.
Singel osiągnął 10 pozycję w rankingu Oricon i pozostał na liście przez 8 tygodni, sprzedał się w nakładzie 46 274 egzemplarzy.
Utwór tytułowy został wykorzystany w zakończeniu TV dramy Desu yo ne oraz w reklamie NTT docomo „Terebi Denwa”. Utwór „Dear my teacher” został wykorzystany w zakończeniu programu Mitake uranai stacji TV Asahi.

## Lista utworów
Wszystkie utwory zostały napisane przez Yasushiego Akimoto.
| CD | CD                                                                | CD             | CD                 | CD      |
| Nr | Tytuł utworu                                                      | Kompozycja     | Aranżacja          | Długość |
| -- | ----------------------------------------------------------------- | -------------- | ------------------ | ------- |
| 1. | „Sakura no hanabiratachi” (jap. 桜の花びらたち)                   | Hiroshi Uesugi | Nobuhiko Kashiwara | 5:20    |
| 2. | „Dear my teacher”                                                 | Mio Okada      | Ieatsu Ei          | 4:22    |
| 3. | „Sakura no hanabiratachi” (jap. 桜の花びらたち) (Karaoke version) | Hiroshi Uesugi | Nobuhiko Kashiwara | 5:20    |
| 4. | „Dear my teacher” (Karaoke version)                               | Mio Okada      | Ieatsu Ei          | 4:22    |

## Skład zespołu
Team A:

- Minami Takahashi (środek)
- Natsumi Hirajima
- Michiru Hoshino
- Tomomi Itano
- Nozomi Kawasaki
- Haruna Kojima
- Hitomi Komatani
- Atsuko Maeda
- Kayano Masuyama
- Rina Nakanishi
- Risa Narita
- Minami Minegishi
- Ayumi Orii
- Tomomi Ōe
- Mai Ōshima
- Yukari Satō
- Hana Tojima
- Kazumi Urano
- Yuki Usami
- Shiho Watanabe

## Sakura no hanabiratachi 2008
Singel został wydany ponownie 27 lutego 2008 roku pt. „Sakura no hanabiratachi 2008” (jap. 桜の花びらたち2008) jako ósmy singel zespołu i ostatni pod wytwórnią DefSTAR Records. Utwór został nagrany wspólnie z członkiniami grup Team K i Team B, został wykorzystany w zakończeniu programu Arabikidan.
Singel został wydany w trzech edycjach: regularnej oraz dwóch limitowanych. Singel osiągnął 10 pozycję w rankingu Oricon i pozostał na liście przez 5 tygodni, sprzedał się w nakładzie 28 429 egzemplarzy.

### Lista utworów
Wszystkie utwory zostały napisane przez Yasushiego Akimoto.
| CD (wer. regularna i limitowana A) | CD (wer. regularna i limitowana A)                                            | CD (wer. regularna i limitowana A) | CD (wer. regularna i limitowana A) | CD (wer. regularna i limitowana A) |
| Nr                                 | Tytuł utworu                                                                  | Kompozycja                         | Aranżacja                          | Długość                            |
| ---------------------------------- | ----------------------------------------------------------------------------- | ---------------------------------- | ---------------------------------- | ---------------------------------- |
| 1.                                 | „Sakura no hanabiratachi” (jap. 桜の花びらたち) (Original Mix)                | Hiroshi Uesugi                     | Nobuhiko Kashiwara                 | 5:20                               |
| 2.                                 | „Saigo no seifuku” (jap. 最後の制服)                                          | Shintarō Itō                       | Shintarō Itō                       | 4:36                               |
| 3.                                 | „Sakura no hanabiratachi” (jap. 桜の花びらたち) (Original Mix) (Instrumental) | Hiroshi Uesugi                     | Nobuhiko Kashiwara                 | 5:20                               |
| 4.                                 | „Saigo no seifuku” (jap. 最後の制服) (Instrumental)                           | Shintarō Itō                       | Shintarō Itō                       | 4:36                               |

| DVD (wer. limitowana A) | DVD (wer. limitowana A)                                               | DVD (wer. limitowana A) |
| Nr                      | Tytuł utworu                                                          | Długość                 |
| ----------------------- | --------------------------------------------------------------------- | ----------------------- |
| 1.                      | „Sakura no hanabiratachi 2008” (jap. 桜の花びらたち2008) (Video Clip) |                         |
| 2.                      | „Making of „Sakura no hanabiratachi 2008””                            |                         |

| CD (wer. limitowana B) | CD (wer. limitowana B)                                         | CD (wer. limitowana B) | CD (wer. limitowana B) | CD (wer. limitowana B) | CD (wer. limitowana B) |
| Nr                     | Tytuł utworu                                                   | Tekst                  | Kompozycja             | Aranżacja              | Długość                |
| ---------------------- | -------------------------------------------------------------- | ---------------------- | ---------------------- | ---------------------- | ---------------------- |
| 1.                     | „Sakura no hanabiratachi” (jap. 桜の花びらたち) (Original Mix) |                        | Hiroshi Uesugi         | Nobuhiko Kashiwara     | 5:20                   |
| 2.                     | „Saigo no seifuku” (jap. 最後の制服)                           |                        | Shintarō Itō           | Shintarō Itō           | 4:36                   |
| 3.                     | „jap. 桜の花びらたち2008 (学校 Mix)}”                          | Hiroshi Uesugi         | Shūkō Tateyama         | 5:31                   |                        |
| 4.                     | „jap. 桜の花びらたち) (Original Mix) (Instrumental”            | Hiroshi Uesugi         | Nobuhiko Kashiwara     | 5:20                   |                        |
| 5.                     | „jap. 最後の制服) (Instrumental”                               | Shintarō Itō           | Shintarō Itō           | 4:36                   |                        |

### Skład zespołu
- Team A: Tomomi Itano, Mai Ōshima, Haruna Kojima, Yukari Satō, Mariko Shinoda, Minami Takahashi, Risa Narita, Atsuko Maeda, Minami Minegishi
- Team K: Sayaka Akimoto, Yūko Ōshima, Erena Ono, Tomomi Kasai, Natsumi Matsubara, Sae Miyazawa
- Team B: Aika Ota, Yuki Kashiwagi, Ayaka Kikuchi, Natsumi Hirajima, Mayu Watanabe

## Inne wersje
- Indonezyjska grupa JKT48, wydała własną wersję tytułowej piosenki na szóstym singlu Gingham Check w 2014 roku.
- Tajska grupa BNK48, wydała własną wersję tytułowej piosenki, pt. „Sakura no Hanabiratachi” (taj. ความทรงจำและคำอำลา), na trzecim singlu Shonichi w 2018 roku.